# Skuggspiklav
Skuggspiklav (Calicium lenticulare) är en lavart som beskrevs av Ach. Skuggspiklav ingår i släktet Calicium och familjen Physciaceae.  Arten är reproducerande i Sverige. Inga underarter finns listade i Catalogue of Life.